# Patricia Wartuschová
Patricia Wartuschová, 5. srpna 1978), je bývalá rakouská profesionální tenistka. V průběhu své kariéry vyhrála 2 turnajů WTA ve dvouhře a 6 turnajů ve čtyřhře.

## Finálové účasti na turnajích WTA (15)

### Dvouhra - výhry (2)
| Č. | Datum             | Turnaj             | Povrch | Soupeřka ve finále | Výsledek    |
| 1. | 13. únor 2000     | Bogota, Kolumbie   | antuka | Tathiana Garbinová | 4-6 6-1 6-4 |
| 2. | 14. červenec 2002 | Casablanca, Maroko | antuka | Klára Zakopalová   | 5-7 6-3 6-3 |

### Dvouhra - prohry ve finále (1)
| Č. | Datum          | Turnaj              | Povrch | Soupeřka ve finále | Výsledek    |
| 1. | 10. říjen 1999 | Sao Paulo, Brazílie | antuka | Fabiola Zuluagová  | 7-5 4-6 7-5 |

### Čtyřhra - výhry (6)
| Č. | Datum             | Turnaj               | Povrch | Partnerka             | Soupeřky ve finále                        | Výsledek      |
| 1. | 13. červen 1999   | Taškent, Uzbekistán  | tvrdý  | Jevgenia Kulikovskaja | Gisela Rierová Eva Besová                 | 7-63 6-0      |
| 2. | 17. červen 2001   | Taškent, Uzbekistán  | tvrdý  | Petra Mandulová       | Tatiana Pučeková Tatiana Perebijnisová    | 6-1 6-4       |
| 3. | 16. červen 2002   | Vídeň, Rakousko      | antuka | Petra Mandulová       | Jasmin Woehrová Barbara Schwartzová       | 6-2 6-4       |
| 4. | 14. červenec 2002 | Casablanca, Maroko   | antuka | Petra Mandulová       | Conchita Martínezová Gisela Dulková       | 6-2 6-1       |
| 5. | 13. duben 2003    | Estoril, Portugalsko | antuka | Petra Mandulová       | Emmanuelle Gagliardiová Maret Aniová      | 6-73 7-63 6-2 |
| 6. | 4. květen 2003    | Bol, Chorvatsko      | antuka | Petra Mandulová       | Patty Schnyderová Emmanuelle Gagliardiová | 6-3 6-2       |

### Čtyřhra - prohry ve finále (6)
| Č. | Datum             | Turnaj                | Povrch | Partnerka             | Soupeřky ve finále                                | Výsledek    |
| 1. | 21. listopad 1999 | Pattaya City, Thajsko | tvrdý  | Jevgenia Kulikovskaja | Émilie Loitová Asa Svenssonová                    | 6-1 6-4     |
| 2. | 8. leden 2000     | Auckland, Nový Zéland | tvrdý  | Barbara Schwartzová   | Alexandra Fusaiová Cara Blacková                  | 3-6 6-3 6-4 |
| 3. | 29. říjen 2000    | Bratislava, Slovensko | tvrdý  | Petra Mandulová       | Daniela Hantuchová Karina Habšudová               | W/O         |
| 4. | 22. září 2002     | Tokio, Japonsko       | tvrdý  | Petra Mandulová       | Arantxa Sánchezová Vicariová Světlana Kuzněcovová | 6-2 6-4     |
| 5. | 12. leden 2003    | Hobart, Austrálie     | tvrdý  | Barbara Schettová     | Jelena Lichovcevová Cara Blacková                 | 7-5 7-61    |
| 6. | 2. březen 2003    | Acapulco, Mexiko      | antuka | Petra Mandulová       | Asa Svenssonová Émilie Loitová                    | 6-3 6-1     |

## Postavení na žebříčku WTA na konci sezóny

### Dvouhra
| Rok    | 1994 | 1995   | 1996   | 1997   | 1998   | 1999  | 2000  | 2001   | 2002  | 2003   | 2004   |
| Pořadí | 781. | ▲ 514. | ▲ 253. | ▲ 197. | ▲ 133. | ▲ 91. | ▲ 90. | ▼ 151. | ▲ 82. | ▼ 154. | ▼ 222. |